# Blijf bij mij (Ronnie Flex & Maan)
Blijf bij mij is een nummer van de Nederlandse rapper Ronnie Flex en zangeres Maan uit 2017.
Na een ontmoeting tussen Flex en Maan besloten de twee om een keer samen te gaan werken. Dit resulteerde in de single "Blijf bij mij", wat een grote hit werd in Nederland. Het haalde de 2e positie in de Nederlandse Top 40. In Vlaanderen haalde het de 9e positie in de Ultratip 100.

## Achtergrond
Het nummer is een bewerking van Dilemma van Nelly en Kelly Rowland uit 2002.
Door Carlo Boszhard en Elise Schaap werd voor het persiflage-programma De TV Kantine een parodie gemaakt. Het lied kreeg daar de naam "Kreun Voor Mij" en wist via YouTube binnen één dag ruim 500.000 kijkers te trekken.
In oktober 2018 leverde het nummer twee Buma NL Awards op, Meest Succesvolle Single – Urban en Meest Gestreamde Track – Populair.

## Hitnoteringen

### Nederlandse Top 40[3]
| Hitnotering: 16-12-2017 t/m 14-04-2018 | Hitnotering: 16-12-2017 t/m 14-04-2018 | Hitnotering: 16-12-2017 t/m 14-04-2018 | Hitnotering: 16-12-2017 t/m 14-04-2018 | Hitnotering: 16-12-2017 t/m 14-04-2018 | Hitnotering: 16-12-2017 t/m 14-04-2018 | Hitnotering: 16-12-2017 t/m 14-04-2018 | Hitnotering: 16-12-2017 t/m 14-04-2018 | Hitnotering: 16-12-2017 t/m 14-04-2018 | Hitnotering: 16-12-2017 t/m 14-04-2018 | Hitnotering: 16-12-2017 t/m 14-04-2018 | Hitnotering: 16-12-2017 t/m 14-04-2018 | Hitnotering: 16-12-2017 t/m 14-04-2018 | Hitnotering: 16-12-2017 t/m 14-04-2018 | Hitnotering: 16-12-2017 t/m 14-04-2018 | Hitnotering: 16-12-2017 t/m 14-04-2018 | Hitnotering: 16-12-2017 t/m 14-04-2018 | Hitnotering: 16-12-2017 t/m 14-04-2018 | Hitnotering: 16-12-2017 t/m 14-04-2018 | Hitnotering: 16-12-2017 t/m 14-04-2018 |
| Week:                                  | 1                                      | 2                                      | 3                                      | 4                                      | 5                                      | 6                                      | 7                                      | 8                                      | 9                                      | 10                                     | 11                                     | 12                                     | 13                                     | 14                                     | 15                                     | 16                                     | 17                                     | 18                                     |                                        |
| -------------------------------------- | -------------------------------------- | -------------------------------------- | -------------------------------------- | -------------------------------------- | -------------------------------------- | -------------------------------------- | -------------------------------------- | -------------------------------------- | -------------------------------------- | -------------------------------------- | -------------------------------------- | -------------------------------------- | -------------------------------------- | -------------------------------------- | -------------------------------------- | -------------------------------------- | -------------------------------------- | -------------------------------------- | -------------------------------------- |
| Positie:                               | 18                                     | 12                                     | 6                                      | 2                                      | 2                                      | 2                                      | 2                                      | 3                                      | 2                                      | 2                                      | 3                                      | 6                                      | 10                                     | 14                                     | 18                                     | 21                                     | 27                                     | 30                                     | uit                                    |

### NederlandseSingle Top 100[4]
| Positie: | 1  | 1  | 1  | 1  | 2  | 2  | 2  | 5  | 7  | 6   | 6   | 9 | 9 | 9 | 12 | 26 | 23 | 24 | 38 | 57 |
| Week:    | 21 | 22 | 23 | 24 | 25 | 26 | 27 | 28 | 29 | 30  |     |   |   |   |    |    |    |    |    |    |
| Positie: | 48 | 53 | 65 | 65 | 72 | 70 | 72 | 83 | 99 | 100 | uit |   |   |   |    |    |    |    |    |    |